# Штерн, Алексей Георгиевич
Алексей Георгиевич Штерн (род. 25 марта 1942 года, Казань) — советский и российский живописец, театральный режиссёр, педагог, художник-постановщик. В его методе сочетаются театральная жизненность образов и самобытная техника их воспроизведения. О своём творчестве художник говорит: «Я рисую по системе Станиславского и не стесняюсь этого».

## Семья художника
Алексей Штерн родился в 1942 году в городе Казань в семье Георгия Александровича Штерна и Татьяны Спиридоновны Полетаевой
. В семье было два ребёнка — старший сын Павел и младший Алексей. Глава семьи, выдающийся поэт, историк и экономист, был репрессирован, что заставляло его неоднократно менять сферу деятельности и место проживания. До ареста Георгий Штерн проживал в Петербурге, куда спустя годы отправился и где обосновался его сын. Впоследствии Алексей Штерн перевёз родителей в город, где прошла юность его отца. После ухода из жизни Георгия Александровича и Татьяны Спиридоновны Штерн их квартира на Фонтанке стала мастерской Алексея Штерна, затем мастерская переехала на Разъезжую улицу, где находится и по сей день.

## Творческая биография
Путь художника не был гладким. Живописью Алексей Штерн увлёкся ещё в детстве, и согласно отрывкам автобиографии, в художественную школу родного города решил поступать сам. Правда, экзамены Штерн провалил, но занятия ему всё же посещать разрешили. В отличие от общеобразовательной, художественную школу будущий живописец посещал с удовольствием и даже мог назвать себя образцовым учеником. По окончании школы Штерн поступил в Казанское художественное училище имени Н. И. Фешина, где провёл два года (с 1959 по 1961), и откуда впоследствии его выгнали за плохое поведение. В 1962 году переехал в город Харьков, где к 1967 году закончил живописный факультет Харьковского художественного института в театральной мастерской Б. В. Косарева. Окончив институт, Штерн работал художником-постановщиком во многих театрах Украины, параллельно преподавал. После четырёх лет практики художник продолжил обучение, но уже по специальности режиссёра. Штерн обучался на курсе О. Н. Ефремова в Московской школе-студии МХАТ. Несколько лет проработав в Москве во МХАТе, художник перебрался в Санкт-Петербург, где с 1976 по 1979 год работал в театре Комедии им. Н. П. Акимова.

##### Режиссёр Алексей Штерн
В числе режиссёрских работ Алексея Штерна:
- «Я была счастлива, счастлива, счастлива»[5] (по дневникам А. Г. Достоевской)
- «Допрос» (по С. В. Родионову)
- Записки сумасшедшего[6] (по Н. В. Гоголю)

##### Преподавательская деятельность
Помимо четырёх лет, которые Алексей Штерн проработал в Харьковском художественном институте, он много преподавал в Петербурге. В 1979 году Штерна пригласили преподавать в театральную мастерскую Академии художеств им. И. Е. Репина, в 1984 на постановочный факультет РГИСИ.

## Алексей Штерн в Петербурге
В Петербурге Алексей Штерн обосновался, завёл семью, стал больше преподавать и писать портреты современников. Из под его пера выходили аллегорические портреты таких деятелей искусства как Валерий Лукка, Феликс Волосенков, Владлен Гаврильчик, Леонид Мозговой, Николай Благодатов, Геннадий Устюгов и многих других. Помимо выдающихся личностей, Алексей Штерн находит и театрализует в своей живописи персонажей повседневности. У художника есть цикл работ, посвящённый «вырицианцам» (жителям Вырицы). Каждый из его персонажей имеет свой ярко выраженный характер, а декорациями их жизни становятся красочные пейзажи, в которых в свою очередь никогда не встретишь людей.

## Художественный метод
В своих работах художник обращается к объёмному письму масляными красками (с элементами коллажа) на холсте, за рамки которого персонажи Штерна порой выходят не только в переносном, но и в прямом смысле. Основой для живописи служат так же деревянные доски и оргалит, покрытый гипсом, что несколько меняет статус самих работ, организует баланс на грани живописности и скульптурности.

## Персональные выставки
- 1969 — Харьковский ТЮЗ, Украина
- 1992 — Галерея «Дельта», Санкт-Петербург
- 1994 — Музей Ф. М. Достоевского, Санкт-Петербург
- 1998 — Выставочный зал Смольный собор, Санкт-Петербург
- 1999 — Музей Анны Ахматовой, Санкт-Петербург
- 2000 — Институт генетики и репродукции, Чикаго, США
- 2001 — Галерея «Дельта», Санкт-Петербург
- 2002 — Музей Анны Ахматовой Санкт-Петербург
- 2003 — Галерея на Варваровке, Москва
- 2005 — Государственный Русский музей, Санкт=Петербург
- 2006 — Галерея Didi, Санкт-Петербург
- 2006 — Театр-студия под руководством Олега Табакова, Москва
- 2007 — Центральный дом архитектора, Москва
- 2008 — Государственный Дарвиновский музей, Москва
- 2009 — Галерея Didi, Санкт-Петербург
- 2012 — Союз театральных деятелей Российской Федерации, Санкт-Петербург
- 2015 — Музей современного искусства Эрарта, Санкт-Петербург
- 2015 — Национальная художественная галерея «Хазинэ», Казань

## Произведения хранятся в музеях
- Государственный Русский музей, Санкт-Петербург
- Музей современного искусства Эрарта, Санкт-Петербург
- Музей современных искусств им.С.П.Дягилева СПбГУ, Санкт-Петербург
- Музей Анны Ахматовой, Санкт-Петербург
- Музей искусства Санкт-Петербурга XX—XXI веков (МИСП), Санкт-Петербург
- Музей МХАТ, Москва
- Национальный музей Республики Карелия, Петрозаводск
- Астраханский художественный музей, астрахань
- Государственный музей изобразительных искусств Республики Татарстан, Казань
- Новосибирский государственный художественный музей, Новосибирск
- Пермская государственная художественная галерея, Пермь
- Сургутский художественный музей, Сургут
- Томский областной художественный музей, Томск
- Омский музей изобразительных искусств им. Врубеля, Омск
- Красноярский художественный музей, Красноярск
- Художественная галерея в Комсомольске на Амуре
- Киевский национальный музей русского искусства, Киев
- Николаевский художественный музей имени В. В. Верещагина, Николаев

## Галерея

Голгофа
Бомж
Мой брат Павел
Лукка себе пальчик топориком оттяпал
Искусствовед
Вырица1
Вырица2
Моя жена Лена
Штернтерьер Лёха раненый